# 贝克达伦
贝克达伦（荷蘭語：Beekdaelen）是荷兰林堡省的一个市镇。该市镇由前市镇尼特（Nuth）、翁德班肯和斯欣嫩于2019年1月合并而成。

### 地形
荷兰贝克达伦的地形图，2018年11月